# Christian Schäfer (Politiker)

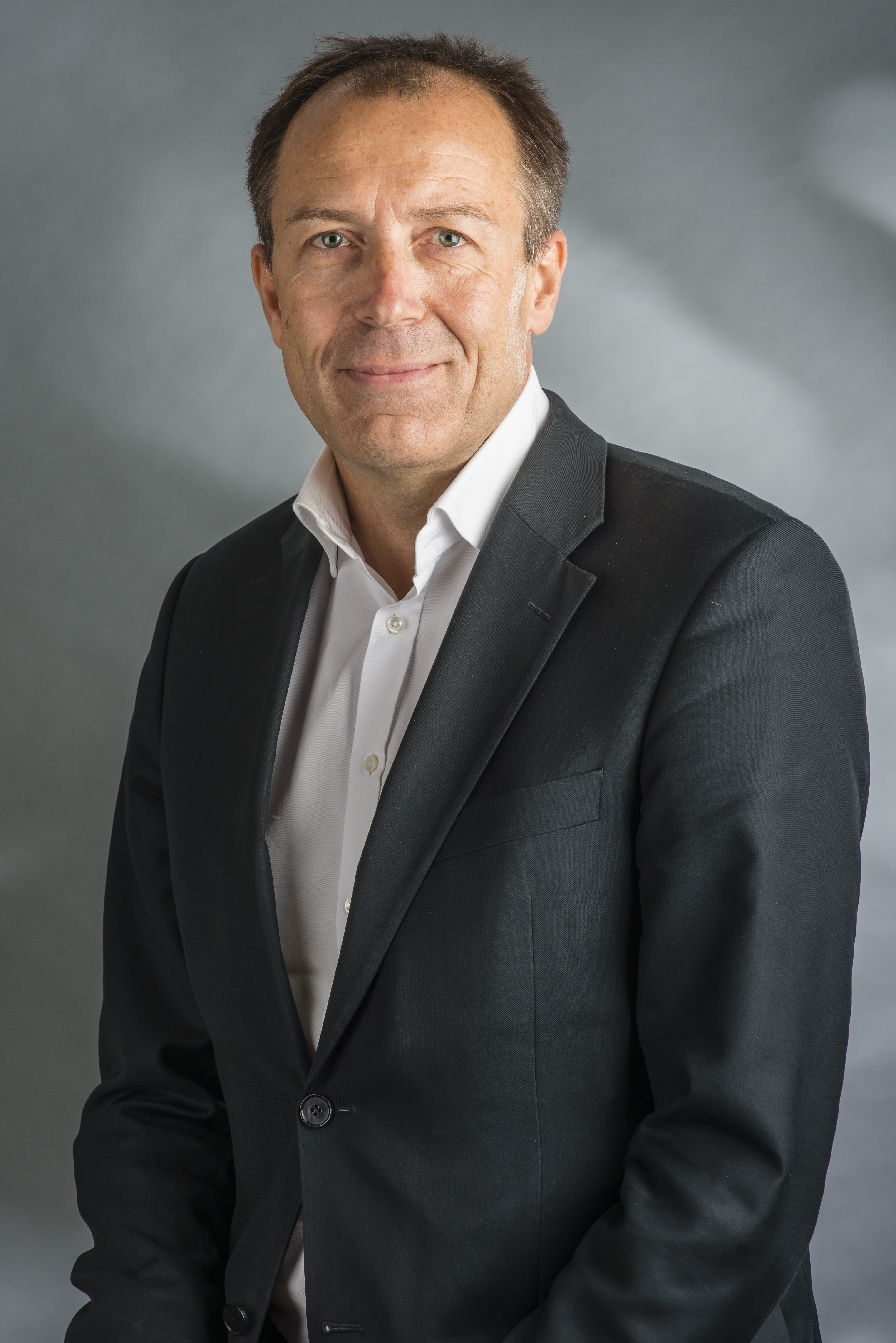
Christian Schäfer (2015)

Christian Schäfer (* 9. August 1963 in Detmold) ist ein deutscher Politiker (LKR, zuvor AfD).
Er war Vorsitzender des Landesverbandes Bremen der AfD und Spitzenkandidat für die Bürgerschaftswahl in Bremen 2015. Im Juli 2015 verließ er die AfD und trat der neu gegründeten Partei Allianz für Fortschritt und Aufbruch (seit 2016 Liberal-Konservative Reformer, LKR) bei.

## Biografie
Schäfer studierte nach dem Abitur Innenarchitektur an der Fachhochschule Lippe-Detmold. Er ist verheiratet, hat ein Kind und lebt seit 1995 in Bremen.

### Politik
Bei der Gründung des AfD-Landesverbandes Bremen im Mai 2013 wurden Schäfer zum Landessprecher gewählt. Er kandidierte bei der Bundestagswahl 2013 im Wahlkreis Bremen I und auf Platz 1 der Landesliste. Hierbei erreichte er 2,9 % der abgegebenen Erststimmen. Zur Bremer Bürgerschaftswahl 2015 war Schäfer AfD-Spitzenkandidat. Er erhielt 4324 Stimmen. Da die AfD in Bremen die Fünf-Prozent-Hürde überwand, wurde Schäfer in die Bürgerschaft gewählt.
Schäfer trat nach dem AfD-Bundesparteitag 2015 in Essen aus der AfD aus. Er war federführend bei der Gründung des Landesverbandes Bremen Allianz für Fortschritt und Aufbruch und wurde 2016 als stellvertretender Bundesvorsitzender der Allianz für Fortschritt und Aufbruch gewählt.
Er gehörte in der Bürgerschaft der Gruppe Liberal-Konservative Reformer Bremen an, die im Juli 2015 kurzzeitig den Namen Bremer Bürgerliche Reformer trug. Im Juni 2017 erklärten die LKR-Abgeordneten Piet Leidreiter und Klaus Remkes ihren Übertritt zur Wählervereinigung Bürger in Wut. Seitdem vertrat Schäfer die LKR als Einzelabgeordneter in der Bremischen Bürgerschaft. Er war damit auch der letzte verbliebene LKR-Abgeordnete in einem deutschen Landesparlament.
Bei der Bürgerschaftswahl in Bremen 2019 verlor er sein Abgeordnetenmandat.